# Öjevettern
Öjevettern eller Öjevättern är en sjö i Storfors kommun i Värmland och ingår i Göta älvs huvudavrinningsområde. Sjön är 17,1 meter djup, har en yta på 5,27 kvadratkilometer och befinner sig 112 meter över havet. Sjön avvattnas av vattendraget Timsälven (Nordmarksälven).
Sjön hänger via Lungsundet ihop med Stor-Lungen och via Gransundet med Hyttsjön. Sjön är en del av Bergslagskanalen.

## Delavrinningsområde
Öjevettern ingår i delavrinningsområde (659684-141101) som SMHI kallar för Utloppet av Öjevettern. Medelhöjden är 120 meter över havet och ytan är 20,04 kvadratkilometer. Räknas de 100 avrinningsområdena uppströms in blir den ackumulerade arean 1 122,78 kvadratkilometer. Timsälven (Nordmarksälven) som avvattnar avrinningsområdet har biflödesordning 3, vilket innebär att vattnet flödar genom totalt 3 vattendrag innan det når havet efter 323 kilometer. Avrinningsområdet består mestadels av skog (46 procent). Avrinningsområdet har 5,27 kvadratkilometer vattenytor vilket ger det en sjöprocent på 26,3 procent.